# Eegje Schoo

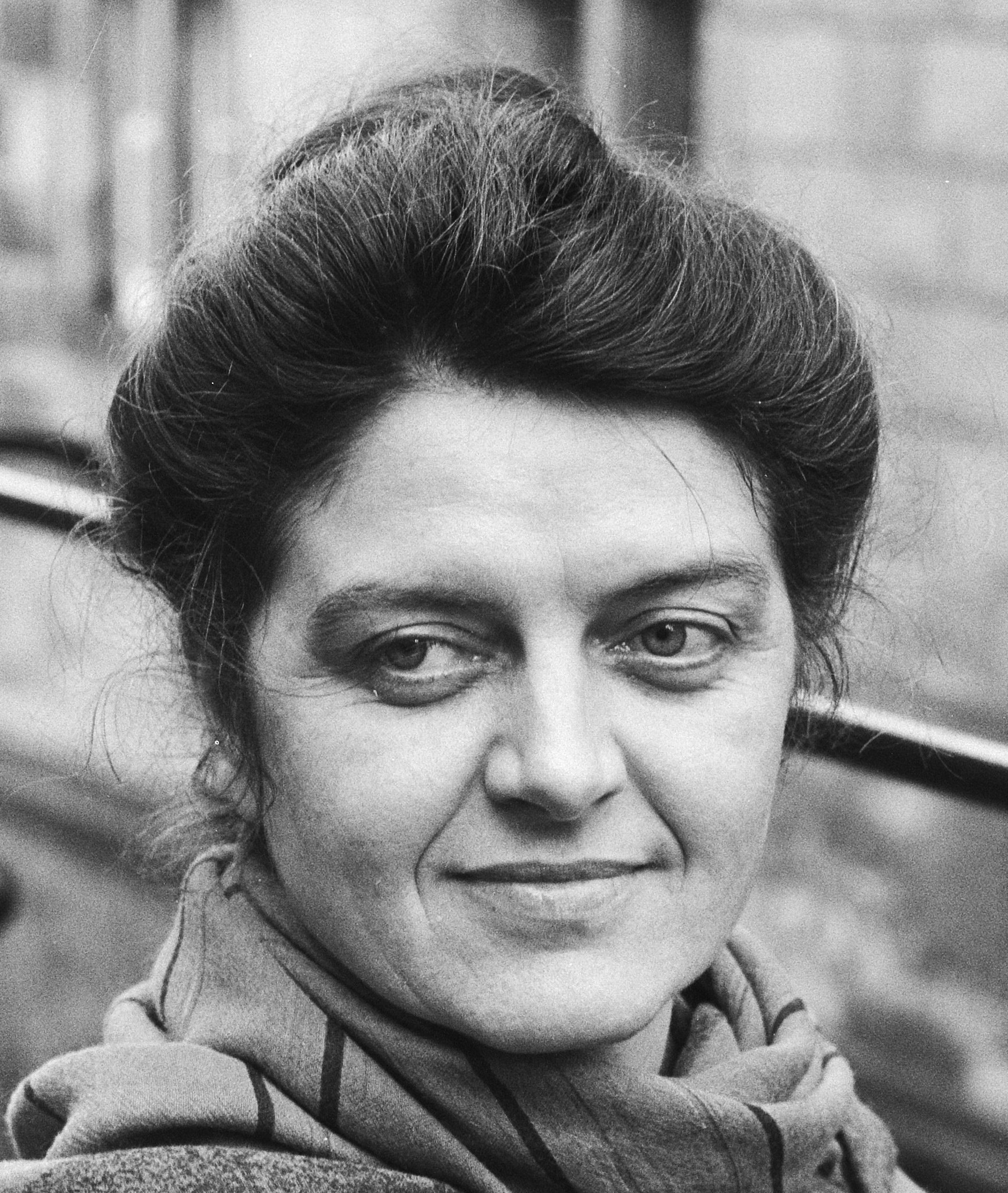
Eegje Schoo (1982)

Eegje Marjolijn Schoo (* 10. Juni 1944 in Amsterdam) ist eine niederländische Politikerin der Volkspartij voor Vrijheid en Democratie (VVD), die unter anderem zwischen 1982 und 1986 Ministerin für Entwicklungszusammenarbeit im Kabinett Lubbers I, kurzzeitig Mitglied der Zweiten Kammer der Generalstaaten sowie von 1987 bis 1991 Botschafterin in Indien war.

## Leben
Eegje Marjolijn Schoo arbeitete an einer Schule für hörgeschädigte Kinder und in einem Studienzentrum für Bildungsinnovationen. Sie war mit dem Wirtschaftswissenschaftler, Hochschullehrer und Politiker der Partij van de Arbeid und später der VVD, Arie Pais, verheiratet, der von 1977 bis 1981 Minister für Bildung und Wissenschaft im Kabinett Van Agt I war. Sie fungierte vom 25. Mai 1981 bis 4. November 1982 als Vorsitzende des Emanzipationsrates.

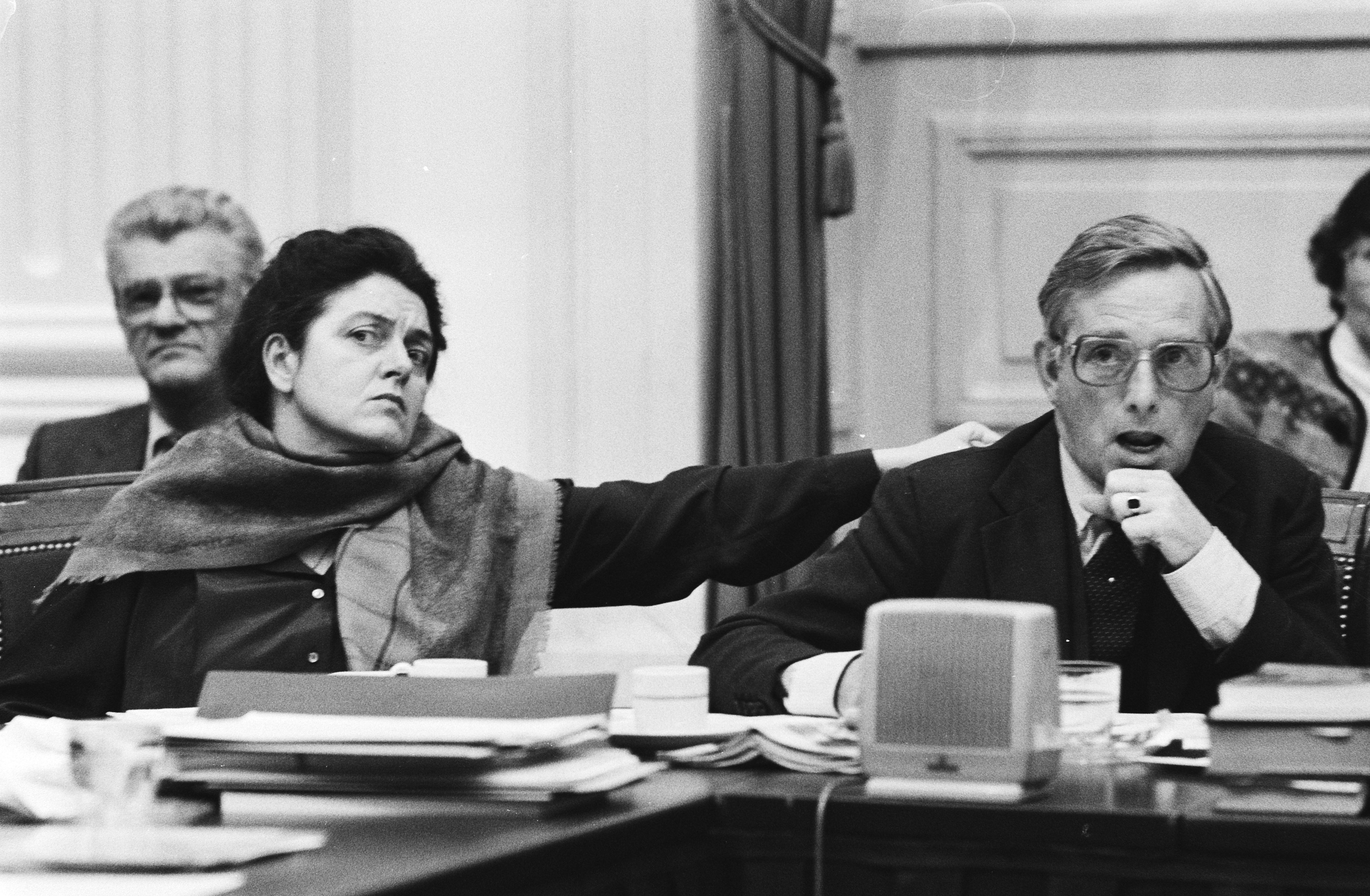
Eegje Schoo während einer Debatte in der Zweiten Kammer der Generalstaaten mit Justizminister Frits Korthals Altes (25. November 1982).

Am 4. November 1982 wurde Eegje Schoo überraschenderweise als Ministerin ohne Geschäftsbereich für Entwicklungszusammenarbeit (minister zonder portefeuille, belast met ontwikkelingssamenwerking) in das Kabinett Lubbers I berufen. Sie wurde damit zusammen mit ihrem Ehemann zum ersten „Ministerpaar“ der Niederlande. Zuvor war sie als Staatssekretärin für Emanzipationsangelegenheiten vorgesehen, allerdings fand ein „Austausch“ fand statt, weil Innenminister Koos Rietkerk befürchtete, dass er als Minister nicht gut mit Annelien Kappeyne van de Coppello zusammenarbeiten könnte, die daraufhin Staatssekretärin im Ministerium für Arbeit und Soziales wurde. 1984 veröffentlichte sie zusammen mit dem Staatssekretär im Außenminister Wim van Eekelen das Memorandum „Die Qualität der EG-Hilfe“ (De kwaliteit van de EG-hulpverlening), das sich mit der Neuausrichtung der Entwicklungszusammenarbeitspolitik befasste. Während ihres Dienstes besuchte sie Indien, Sambia, Ägypten, Burkina Faso, Mali, Sri Lanka, Kolumbien, Peru sowie Bolivien und stattete 1986 als Vorsitzende der Zwischenstaatlichen Gruppe Indonesien einen offiziellen Besuch ab. Nach ihrem Ausscheiden aus der Regierung vertrat Eegje Schoo vom 3. Juni 1986 bis 20. Januar 1987 die Volkspartei für Freiheit und Demokratie VVD (Volkspartij voor Vrijheid en Democratie) als Mitglied in der Zweiten Kammer der Generalstaaten (Tweede Kamer der Staten-Generaal).
Im Juni 1987 wurde Eegje Schoo außerordentliche und bevollmächtigte Botschafterin in Indien ernannt und verblieb auf diesem diplomatischen Posten in Neu-Delhi bis zum 1. Januar 1991. 1991 galt sie als mögliche Kandidatin für das Amt der Sekretärin des Entwicklungsausschusses des Internationalen Währungsfonds IWF, wurde aber nicht gewählt. Daraufhin war sie zwischen 1991 und 2000 in einer Unternehmensberatung tätig und engagierte sich zudem als Vorsitzender der von ihr 1991 gegründeten Foundation for Indian Artists FIA, einer in Amsterdam ansässigen Stiftung für Förderung und Austausch indischer Kunst und Künstler zwischen den Niederlanden und Indien. Ferner war sie von April 1993 bis Dezember 1994 Vorsitzende der Stiftung „Kultureller Jugendpass“ (Cultureel Jongeren Paspoort), ein Jugendpass, der der Kulturförderung zugutekommt. Ferner gehörte sie zwischen 1998 und dem 1. Januar 2006 als Mitglied dem Ständigen Ausschuss für Entwicklungszusammenarbeit des Adviesraad Internationale Vraagstukken AIV an, ein seit 1998 bestehendes unabhängiges Beratungsgremium, das die Regierung und die Generalstaaten in der Außenpolitik berät, insbesondere im Hinblick auf die europäische Integration, Menschenrechte, Entwicklungszusammenarbeit sowie Frieden und Sicherheit.
Eegje Schoo war die Schwester des Journalisten Hendrik Jan Schoo, der unter anderem Chefredakteur der politischen Wochenzeitschrift Elsevier war.

## Hintergrundliteratur
- Loes de Fauwe: Eegje Schoo en niet mevrouw Pais, in: Het Parool vom 17. Februar 1981